# 韩明向
韩明向（1940年11月—），男，汉族，安徽合肥人，中国中医学家，安徽中医药大学第一附属医院主任医师，教授，博士生导师。第四届国医大师。